# Dieter Moritz
Dieter Moritz (* 21. November 1938) ist ein ehemaliger deutscher Fußballspieler. Von 1965 bis 1969 absolvierte der Defensivspieler für seinen Verein VfL Bochum in der damals zweitklassigen Fußball-Regionalliga West 39 Spiele.

## Karriere
Dieter Moritz stieg in der Runde 1964/65 mit dem VfL Bochum aus der Verbandsliga Westfalen in die Regionalliga West auf. Unter Trainer Hubert Schieth absolvierte der aus der Amateurmannschaft zur Ligaelf gekommene Moritz an der Seite der Mitspieler Horst Christopeit (Torhüter), Karl-Heinz Böttcher, Gustav Eversberg, Heinz Hermani, Werner Jablonski, Dieter Versen und Gerd Wiesemes im Aufstiegsjahr zwölf Spiele.
Sein größter sportlicher Erfolg war das Erreichen des DFB-Pokal-Finales im Jahr 1968. Unter Trainer Hermann Eppenhoff kam er beim 2:0-Erfolg im Viertelfinale gegen Borussia Mönchengladbach und im Finale am 9. Juni gegen den 1. FC Köln jeweils als Einwechselspieler für Hans-Jürgen Jansen zum Einsatz. Sein letztes Regionalligaspiel datiert vom 4. Mai 1969, als die Elf von der Castroper Straße das Heimspiel gegen Schwarz-Weiß Essen mit 3:0 Toren gewann und den dritten Rang in der Regionalliga West belegte. Kurz vor Schluss wurde Moritz für Dieter Versen eingewechselt und beendete danach seine höherklassige Laufbahn.